# Müia (költőnő)
Müia (?) ókori görög költőnő.
Nevét Korinna és Szapphó mellett említik. Általánosan elterjedt feltételezés szerint nem létező személyről van szó, a „müia" név csupán Korinna egyik mellékneve, hasonlóképp ahhoz, hogy Szapphót egyes ókori források „méh”-nek, illetve a múzsák tücskének nevezik. Munkáiból semmi sem maradt fenn.